# Carex conspecta
Carex conspecta är en halvgräsart som beskrevs av Kenneth Kent Mackenzie. Carex conspecta ingår i släktet starrar, och familjen halvgräs. Inga underarter finns listade i Catalogue of Life.